# Règles du Mah-jong (Riichi)
Pour un article plus général, voir Règles du Mah-jong.
Le riichi est une variante moderne du jeu de mah-jong très pratiquée au Japon et en Corée du Sud, et parfois appelée pour cette raison mah-jong japonais ou mah-jong sud-coréen. Les bases du jeu sont les mêmes que celle du jeu d'origine (voir les Règles du Mah-jong), la différence principale tenant à l'ajout de certaines particularités comme les yaku (japonais 役、やく、yaku ; coréen 야쿠、yaku) ou le riichi (japonais 立直、リーチ、riichi ; coréen 리이치、riichi).

## Glossaire
Les joueurs de riichi utilisent de préférence le vocabulaire issu du japonais, qui diffère légèrement du vocabulaire chinois. Autrement, les termes de jeu non-issus du jeu japonais (ou des emprunts chinois transformés en vocabulaire de jeu japonais) resteront dans la langue des joueurs : dans le cas présent, en français.
Les éléments de jeu sont simplement désignés par leurs termes en français : trois types de groupes, les suites, les brelans et carrés, ainsi que de paires. Ces éléments possèdent des noms en japonais (mentsu, shuntsu, kōtsu, kantsu et toïtsu), dont l'usage est plus utile en composés abrégés combinant le type de groupe avec comme préfixe son statut exposé (min) ou caché (an), sauf pour les termes groupe et paire qui ne prend jamais ces préfixes. Voici la liste : une suite exposée (minjun, la prononciation de shun est ajustée), une suite cachée (anjun), un brelan exposé (minkō), un brelan caché (ankō), un carré ouvert (minkan, et plus spécifiquement daiminkan pour un carré déclaré en volant la quatrième tuile et shōminkan pour un carré complété en ajoutant une quatrième tuile à un brelan déjà exposé) et finalement un carré caché (ankan). Ces nuances sont importantes lors du décompte des minipoints, ainsi que pour déterminer la validité de certains yakus (sanankō ou trois brelans cachés, 'sūankō ou quatre brelans cachés).
Les termes pour les appels sont semblables aux autres variantes. Ainsi l'appel chow (ou encore chi du mandarin, vol pour compléter une suite) devient chii, pung (vol pour compléter un brelan) devient pon, et kong (déclaration de carré) devient kan. Il est fortement déconseillé d'employer les mots chii, pon et kan pour désigner les éléments présents dans sa main puisque ces mots sont les annonces pour voler. Par conséquent, nous parlons de mains comme toïtoï (ou tous brelans) mais jamais tous pons (erroné).
Une main en attente de tuiles pour gagner est dite tenpaï (ou tempaï), une main qui manque encore une ou plusieurs tuiles pour être en attente est dite noten.
Pour déclarer une victoire, on emploiera le terme ron si la victoire se fait grâce à l'écart d'un autre joueur ou tsumo si la tuile gagnante est piochée, au lieu du hu utilisé dans la plupart des variantes chinoises.

## Distribution et Déroulement du jeu
Le riichi se joue sans fleur et sans saison, donc avec un total de 136 tuiles (4 × 9 caractères, 4 × 9 bambous, 4 × 9 cercles, 4 × 4 vents et 4 × 3 dragons). Les murs de la muraille ne comportent que 34 tuiles réparties en 17 piles de 2 tuiles au lieu des 18 piles du mah-jong suivant les règles chinoises communes (telles les règles Hong Kong et MCR). La distribution se fait selon la méthode traditionnelle mais seul Est jette les dés pour l'ouverture de la muraille. Les 7 piles de tuiles précédant la brèche forment le mur mort et ne seront pas jouées. La tuile supérieure du troisième tas (pile de 2) du mur mort est retournée et constitue l'indicateur de dora.
Étant donné que certaines combinaisons dépendent des tuiles jetées, l'écart des joueurs doit être ordonné. Il consiste généralement en des rangées de 6 tuiles dans la défausse devant le joueur.
La donne se termine lorsqu'un joueur a déclaré une main gagnante, qu'il n'y a plus de tuiles dans le mur ou qu'une des conditions pour annuler la donne est remplie.
À la fin d'une donne, les vents tournent uniquement sur victoire d'un autre joueur que Est, ou s'il n'y a plus de tuile dans le mur et que Est n'est pas en attente (noten). Une partie traditionnelle de riichi se compose généralement de deux tours, Est puis Sud. Le vent dominant pendant le tour en question est celui du nom du tour.

## Règles du Riichi
Cette section décrit des notions qui sont spécifiques aux règles de riichi par rapport aux règles de base.

### Yaku
Les yakus représentent des combinaisons de tuiles prédéterminées qui permettent de déterminer la valeur de la main. Ils rapportent des hans (parfois orthographié fans), qui avec les fus (ou minipoints) permettent de déterminer la valeur de la main. Ces combinaisons peuvent valoir entre 1 et 6 hans pour les mains classiques. Pour être valide, une main gagnante doit comporter au minimum un yaku.
Les yakus peuvent se combiner entre eux.
Les yakumans, des yakus spéciaux difficile à obtenir, n'ont pas de valeur en hans mais une valeur en points forfaitaire, bien qu'on puisse parfois lire qu'ils valent 13 hans (c'est une confusion venant du fait que certaines règles transforment toute main valant 13 hans ou plus en un yakuman dit compté). De ce fait ils rendent caduques les yakus ordinaires que pourrait contenir la main. En revanche, ils peuvent selon les variantes se combiner avec d'autres yakumans pour former des doubles yakumans, voire plus. Si la variante appliquée ne permet pas de les combiner, le fait qu'il y ait plusieurs yakumans dans une main n'en change pas la valeur.

### Dora

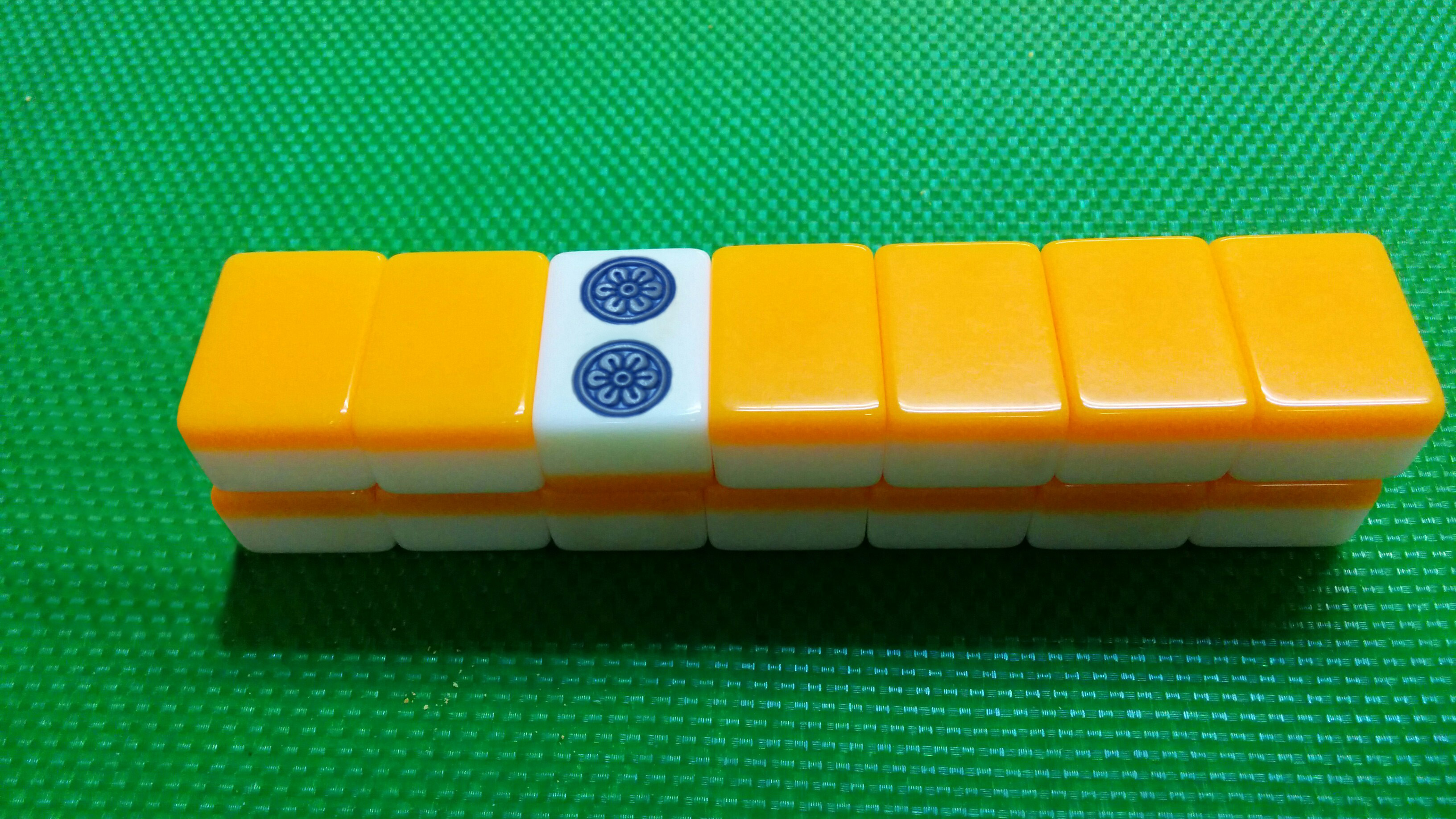
Mur mort avec indicateur de dora

Les doras sont des tuiles bonus qui apportent des hans supplémentaires en cas de victoire lorsqu'elles sont présentes dans la main. Il y a parfois une confusion entre doras et yakus : les doras rapportent des hans, les yakus rapportent également des hans, mais les doras ne sont pas des yakus. En particulier, les doras ne peuvent pas servir à valider une main n'ayant pas de yaku, une main comprenant donc une ou plusieurs doras mais aucun yaku sera donc illégale.
Les doras sont déterminées par les indicateurs de dora qui se trouvent sur le mur mort.
Si l'indicateur de dora est une tuile de famille, la dora sera la tuile suivante dans la même famille, e.g. la dora est le 3 de rond si l'indicateur est le 2 de rond, le 1 de bambou si l'indicateur est le 9 de bambou...
Si l'indicateur de dora est un vent, l'ordre suivant s'applique : Est indique Sud qui indique Ouest qui indique Nord qui indique Est (même ordre que les joueurs).
Si l'indicateur de dora est un dragon, l'ordre suivant s'applique : Rouge indique Blanc qui indique Vert qui indique Rouge.
Il existe 4 types de dora:
- La dora de base qui est déterminée par l'indicateur de dora retourné en début de partie.
- Les kan-dora: à chaque carré déclaré, on retourne un indicateur supplémentaire avant de piocher la tuile de remplacement.
- Les ura-dora: elles sont déterminées par les tuiles situées en dessous des indicateurs de dora. Elles ne sont révélées qu'en fin de partie, et seul un joueur ayant déclaré riichi peut en bénéficier.
- Les doras rouges: dans la plupart des variantes, chaque famille numéraire contient une tuile entièrement rouge (parfois deux, généralement un 5, plus rarement un 3 ou un 7). Chaque tuile rouge utilisée dans la main compte comme une dora.

### Riichi
Un joueur tenpai (en attente) dont la main est restée cachée peut déclarer riichi. Pour cela, il annonce « riichi » lors de sa défausse, place la tuile écartée à l'horizontale et met en gage un bâton de 1000 points. Un joueur ayant déclaré riichi ne peut plus modifier son jeu et doit donc jeter toutes les tuiles qu'il pioche à moins que l'une d'elles soit une tuile gagnante ou permette de compléter un brelan caché en carré (mais cette manœuvre ne peut s'effectuer que si cela ne modifie pas la forme de la main du joueur).
Riichi compte pour un yaku et permet donc de gagner avec n'importe quelle main. En cas de victoire, il peut bénéficier des bonus éventuels indiqués par les ura-dora. Si un riichi est annoncé lors du premier tour (ininterrompu, c.-à-d. pas de vol de tuile), il compte alors pour un meilleur yaku valant deux hans au lieu d'un seul pour le riichi ordinaire.
En fin de partie, les bâtons mis en gage par les joueurs ayant déclaré riichi sont récupérés par le gagnant. Un joueur ayant déclaré riichi mais ne terminant pas sa main à la suite de l'épuisement du mur doit montrer son jeu afin de prouver que sa main était bien tenpai. En cas contraire, une pénalité lui est appliquée (chombo, faute grave). Si personne ne gagne, les bâtons de riichi iront au gagnant du tour suivant.

### Furiten
Un joueur est dit furiten s'il est en attente mais qu'il a déjà défaussé une des tuiles lui permettant de compléter une main valide. Un joueur furiten ne peut alors gagner que sur pioche, quelle que soit la tuile en question. Le joueur est furiten même si la tuile défaussée ne lui donne pas de yaku.
Exemples:
La main est en triple attente sur le 3, 6 ou 9 de cercle. Le joueur est furiten si l'une de ces 3 tuiles a déjà été défaussée et ne pourra pas déclarer de victoire sur écart.
On peut être furiten sur des tuiles de famille différente:
Le joueur est furiten si l'une des 3 tuiles lui permettant de gagner (5, 8 de cercle mais aussi dragon rouge) a été écartée.
Si un joueur rate une tuile lui permettant de déclarer une main valide, il est dit temporairement furiten et ne pourra pas déclarer de victoire sur écart avant sa prochaine pioche. Le joueur est furiten même si la tuile ne lui donne pas de yaku. Un joueur ayant déclaré riichi laissant passer une tuile gagnante (ou ayant défaussé une tuile qui pourrait être gagnante) est définitivement furiten et ne pourra gagner que sur pioche.

### Fin de partie
Une partie peut se terminer de trois façons différentes : sur mah-jong, sur épuisement du mur ou sur annulation.
Une partie se termine sur mah-jong si un ou plusieurs joueurs complètent une main valant au minimum un yaku. Si le gagnant avait déclaré riichi, les ura-dora sont retournées. Le gagnant dévoile son jeu et les autres joueurs s'entraident pour déterminer la valeur maximum de la main. Le gagnant récupère le montant calculé du ou des joueurs perdants ainsi que toutes les mises de riichi éventuelles.
Si le gagnant est Est, il reste Est et on incrémente un compteur (des bâtons de 100 points sont généralement utilisés pour indiquer le nombre de compteurs). Chaque compteur rapporte un bonus de 300 points en cas de victoire (100 point par joueur si le gagnant pioche sa tuile). Dans certaines variantes, au bout de 5 compteurs, il faut au minimum 2 hans (les doras ne comptent jamais pour ce minimum) pour déclarer mah-jong. Si un autre joueur qu'Est gagne, les vents tournent et les compteurs sont remis à zéros.
Une partie se termine par épuisement du mur si aucun joueur ne déclare mah-jong après la défausse de la dernière tuile de la pioche (les 14 tuiles du mur mort ne sont jamais jouées). On parle alors de partie du mur. En cas de partie du mur, tous les joueurs en attente peuvent se déclarer comme tel et dévoiler leur jeu. Les joueurs ayant déclaré riichi y sont obligés : ils dévoilent leur jeu et l'on vérifie qu'ils étaient effectivement tenpai. Dans le cas contraire une pénalité est appliquée. Les joueurs noten payent aux joueurs tenpai une pénalité d'un montant total de 3000 points. Ainsi si un seul joueur est en attente, il reçoit 1000 de chacun des trois autres joueurs alors que si un seul des joueurs n'était pas en attente, il paye 1000 points à chacun des trois autres. Si deux joueurs sont tenpai, les deux autres joueurs noten payent chacun 1500 points. Est reste Est uniquement s'il est tenpai sinon les vents tournent. Un compteur est toujours ajouté.
Une partie est annulée si l'une des conditions suivantes est remplie :
- Un joueur qui après sa première pioche a au moins neuf tuiles terminales ou honneurs différents peut demander l'annulation de la partie ; il peut toutefois tenter les 13 orphelins.
- Personne ne gagne après l'écart d'un quatrième kan, sauf si les quatre appartiennent au même joueur mais un cinquième annulera la partie.
- Tous les joueurs écartent le même vent durant le premier tour ininterrompu (i.e. pas de chii/pon/kan).
- Tous les joueurs ont déclaré riichi.
- En cas de chombo (voir section suivante).

En cas d'annulation de partie il n'y a pas de pénalité noten. Est reste Est et il n'y a pas de compteur d'ajouté. 
Lors d'une partie nulle (partie du mur ou annulée), les mises de riichi restent en jeu et sont récupérées par le prochain gagnant. Si plusieurs joueurs gagnent en même temps, le gagnant le plus proche de la droite du jeteur les récupère.

### Pénalités

#### Chombo
Les erreurs de jeu sévères sont punies d'une pénalité de chombo (faute grave). Le joueur fautif paye l’équivalent d'un mangan tsumo. Les erreurs suivantes (même accidentelles) sont typiquement sujettes à une pénalité chombo :
- Mah-jong invalide (faux mah-jong, mah-jong ne comportant pas de yaku, mah-jong sur écart furiten...)
- Déclarer un riichi en n'étant pas tenpai (chombo appliqué uniquement si le joueur est amené à révéler sa main en cas de donne nulle)
- Déclarer un faux kan caché
- Dévoiler plus de cinq tuiles du mur
- Dévoiler plus de cinq tuiles de sa main (cas de main morte pour une à cinq tuiles, voir section suivante)
- Dévoiler une tuile ou plus de la main d'un adversaire
- Réclamer une tuile après être déclaré main morte

Après une pénalité chombo, la partie est annulée, Est reste Est mais le compteur n'est pas incrémenté.
Si Est est le joueur pénalisé, il paye l'équivalent d'un mangan tsumo inversé (en tant que donneur : 12 000 points au lieu de 8000, voir section sur les points). En tournois ou ligues, le joueur fautif ne paye rien aux adversaires mais est pénalisé au classement. Par exemple, cette faute est pénalisée tant au Championnat mondial du Riichi (WRC, World Riichi Championship) qu'à l'Association européenne de mah-jong (EMA, European Mahjong Association) de 20 000 points, et dans une ligue professionnelle japonaise, NPM (Nihon puro maajan kyōkai 日本プロ麻雀協会) pénalise le joueur fautif de 40 000 points.

#### Main morte
Les erreurs de jeu mineures sont punies d'une pénalité dite main morte. Un joueur main morte ne peut plus gagner ni réclamer de combinaison. Il ne peut être considéré tenpai en cas de partie du mur. Les erreurs suivantes sont typiquement sujettes à une main morte :
- Trop ou pas assez de tuiles dans la main
- Faire une combinaison invalide
- Dévoiler des tuiles de sa main (chombo si plus de cinq)
- Dévoiler des tuiles du mur (chombo si plus de cinq)

### Valeur de la main
La valeur d'une main est déterminée par son nombre de han et de fu. Après l'annonce d'un mah-jong tous les joueurs doivent s'assurer de la meilleure façon de compter la valeur de la main.
Si la main ne comporte pas de yaku, le mah-jong est invalide et une pénalité chombo est appliquée.
Les fu ou mini-points ne sont calculés que pour les mains valides inférieures à 5 hans.
Une main à 3 hans et 40 mini-points sera appelée 3-40, à partir de 5 hans les mains ont des noms dédiés:
- 5 hans : mangan
- 6-7 hans : haneman
- 8-10 hans : baïman
- 11-12 hans : sanbaïman
- 13+ hans : yakuman

#### Yaku
Le tableau ci-dessous décrit la liste des yakus (combinaisons) et le nombre de hans associés. Les yakus peuvent se cumuler entre eux. Certains yakus sont valides uniquement pour des mains fermées. Une main fermée est définie comme ayant les éléments de la main tous cachés, à l'exception de l'élément qui complète la main, cachée en victoire sur pioche (tsumo) et exposée en victoire sur écart (ron). Ce dernier élément peut avoir un effet sur le comptage des minipoints (fu). Les yakumans ont leur propre classement au pointage : il est incorrect de les traiter comme des mains « à treize yakus » puisque le yakuman compté n'est pas reconnu partout.
| Fermé | Ouvert | Nom                                 | Nom japonais         | Définition | Main fermée     |
| ----- | ------ | ----------------------------------- | -------------------- | --- | --------------- |
| 1     | 0      | Riichi                              | riichi               | Déclaration de main en attente avec mise de 1000 points | oui             |
| 1     | 0      | Ippatsu                             | ippatsu              | (Riichi requis comme préalable) Victoire au premier tour ininterrompu après riichi | oui             |
| 1     | 0      | Double riichi                       | daburu riichi        | (Riichi requis comme préalable) Déclaration de main en attente au tout premier tour ininterrompu après riichi | oui             |
| 1     | 0      | Tout caché tiré                     | menzen tsumo         | Pioche sur main cachée | oui             |
| 1     | 0      | Toutes suites                       | pinfu                | Quatre suites et une paire sans minipoints. L'attente doit être ouverte en complétant la dernière suite (p.ex: 67 attend 5 ou 8 pour la suite, mais 5678 attend 5 ou 8 pour la paire finale)                                                     | oui             |
| 1     | 0      | Double suite pure                   | iipeikō              | Deux suites identiques dans la même famille | oui             |
| 1     | 1      | Tout ordinaire                      | tan'yao (tan'yaochū) | Main sans tuiles terminales ni honneurs Optionnel: il existe une minorité de sous-variantes qui interdisent le tan'yao ouvert. | non             |
| 1     | 1      | Brelan de dragon                    | yakuhai              | Brelan ou carré de dragons | non             |
| 1     | 1      | Brelan de vent du joueur / dominant | yakuhai              | Brelan ou carré de vent du joueur / dominant | non             |
| 1     | 1      | Finir sur carré                     | rinshan kaihō        | Victoire sur la tuile de remplacement d'un carré | non             |
| 1     | 1      | Voler un carré                      | chankan              | Victoire sur une tuile complétant un brelan en carré | non             |
| 1     | 1      | Fond de la mer                      | haitei               | Victoire sur la dernière tuile du mur (ne cumule pas avec rinshan kaihō) | non             |
| 1     | 1      | Fond de la mer                      | hōtei                | Victoire sur le dernier écart | non             |
| 2     | 0      | Sept paires                         | chiitoitsu           | 7 paires dont aucune identique | oui             |
| 2     | 1      | Triple suite                        | sanshoku dōjun       | Suites identiques dans les 3 familles | -1 ouvert       |
| 2     | 1      | Grande suite pure                   | ittsū (ikkitsūkan)   | Suites 123 456 789 dans la même famille | -1 ouvert       |
| 2     | 1      | Extrémités et honneurs partout      | chanta               | Chaque combinaison contient une tuile terminale ou un honneur. La main doit contenir une suite | -1 ouvert       |
| 2     | 2      | Triple brelan                       | sanshoku dōkō        | Même brelan/carré dans chaque famille | non             |
| 2     | 2      | Trois brelans cachés                | sanankō              | Trois brelans/carrés cachés. La main peut être ouverte (un appel fait, ou attente unique). | non             |
| 2     | 2      | Trois carrés                        | sankantsu            | Trois carrés | non             |
| 2     | 2      | Tous brelans                        | toitoihō             | Quatre brelans/carrés et une paire | non             |
| 2     | 2      | Trois petits dragons                | shōsangen            | 2 brelans/carrés de dragons et une paire du troisième | non             |
| 2     | 2      | Tout honneurs et extrémités         | honrōtō              | Main contenant uniquement des brelans d'extrémités ou d'honneurs. Cette main est toujours associée soit à tous brelans (+2), soit à sept paires (+2).                                                                                            | non             |
| 3     | 0      | 2 doubles suites identiques         | ryanpeikō            | Deux fois deux suites identiques | oui             |
| 3     | 2      | Semi pure                           | hon'itsu             | Combinaisons d'une seule famille ou d'honneurs | -1 ouvert       |
| 3     | 2      | Extrémités partout                  | junchan              | Chaque combinaison contient une tuile terminale. La main doit contenir une suite. | -1 ouvert       |
| 6     | 5      | Main pure                           | chin'itsu            | Combinaisons d'une seule famille sans honneur | -1 ouvert       |
| M     | M      | Nagashi mangan                      | nagashi mangan       | Défausse composée uniquement d'extrémités et d'honneurs non réclamés, lors d'une main nulle (donne exhaustive). Condition variable : faire des appels peut être toléré. En tout cas : se faire appeler des tuiles de sa défausse annule ce yaku. | s/o (optionnel) |
| Y     | Y      | Yakuman compté                      | kazoe yakuman        | Une main composée de divers yakus et doras cumulant 13 hans ou plus, à condition de me pas déjà avoir de yakuman présent dans la main gagnante. (Cette main est optionnelle : présent en règles maison, souvent absent en compétition.)          | non (optionnel) |
| Y     | 0      | Treize orphelins                    | kokushi musō         | Un exemplaire de chaque extrémité et honneur et un doublon. (Règle maison possible : double yakuman pour une attente sur 13 tuiles.) | oui             |
| Y     | 0      | Neuf lanternes                      | chūren pōtō          | 1112345678999 et un doublon dans la même famille. (Règle maison possible : double yakuman pour une attente sur neuf tuiles.) | oui             |
| Y     | 0      | Bénédiction du ciel                 | tenhō                | Est déclare victoire sur ses 14 tuiles initiales | oui             |
| Y     | 0      | Bénédiction de la terre             | chihō                | Victoire sur pioche au tout premier tour ininterrompu | oui             |
| Y     | 0      | Bénédiction de l'homme              | renhō                | Victoire sur écart au tout premier tour ininterrompu Optionnel: Ce yaku est souvent traité avec différentes valeurs : 4, 5, 8 hans, ou encore un traitement forfaitaire mangan/baïman/yakuman                                                    | oui             |
| Y     | 0      | Quatre brelans cachés               | sūankō               | Quatre brelans/carrés cachés et une paire. (Règle maison possible : double yakuman pour une attente unique, complétant la paire isolée.) | oui             |
| Y     | 0      | Quatre carrés                       | sūkantsu             | Quatre carrés | non             |
| Y     | Y      | Main verte                          | ryūiisō              | Main composée uniquement des tuiles 2, 3, 4, 6, 8 de bambou et de dragons verts | non             |
| Y     | Y      | Tout extrémités                     | chinrōtō             | Main composée uniquement de brelans/carrés d'extrémités | non             |
| Y     | Y      | Tout honneurs                       | tsūiisō              | Main composée uniquement de brelans/carrés d'honneurs | non             |
| Y     | Y      | Trois grand dragons                 | daisangen            | Trois brelans/carrés de dragons | non             |
| Y     | Y      | Quatre petits vents                 | shōsūshii            | Trois brelans/carrés de vents et une paire du quatrième | non             |
| Y     | Y      | Quatre grand vents                  | daisūshii            | Quatre brelans/carrés de vents. Peut compter comme double yakuman comme règle maison ou encore dans certaines organisations compétitives. | non             |

M symbolise une main valant le score forfaitaire de mangan.

Y symbolise une main valant le score d'un yakuman, c'est-à-dire 32 000 points pour un joueur, ou encore 48 000 points pour le donneur (Est).

Note : Les valeurs exprimées dans la colonne « Ouvert » ont déjà été soustraits par la valeur exprimée dans la colonne « Main fermée », en fonction de la règle kuisagari (lit.: manger fait chuter) appliquée à ces yakus lorsque la main est ouverte.
Il existe également certains yakus provenant de sous-variantes (règles de transition, règles maison, ou encore des règles inflationnaires pour parier) qui ne sont plus joués en compétition (ou ne l'ont jamais été), tout en persistant dans certains autres milieux. Comme exemples de règles de transition et/ou de règles maison, trois brelans consécutifs (sanrenkō, main à 2 hans, +1 si cachée), quatre brelans consécutifs (sūrenkō, main yakuman), ou encore la Grande roue (daisharin, main yakuman formée des tuiles 22334455667788 de la même famille), etc. Comme exemple de règle inflationnaire, la règle wareme (« mur chaud ») dont les paiements effectués avec le joueur dont la brèche a eu lieu devant sont doublés, que ce soit une part de paiement tsumo, ou la totalité d'un paiement ron, le tout, que ce soit le joueur concerné gagne ou perd la main en question.

#### Mini-points
Les mini-points ne sont pas calculés pour les mains mangan (5 hans) et au-delà.
Ils sont calculés comme suit. Le total est systématiquement arrondi à la dizaine supérieure.
- 20 mini-points sont systématiquement accordés en cas de victoire, portés à 30 si la main est entièrement cachée et que la victoire est obtenue en volant la tuile gagnante.
- On ajoute ensuite les points pour les brelans/carrés et la paire:

| Mini-points                  | ouvert | caché |
| ---------------------------- | ------ | ----- |
| Brelan, ordinaires           | 2      | 4     |
| Brelan, extrémités/honneurs  | 4      | 8     |
| Carré, ordinaires            | 8      | 16    |
| Carré, extrémités/honneurs   | 16     | 32    |
| Paire de dragon              | 2      | 2     |
| Paire de vent du tour/joueur | 2      | 2     |

- On ajoute 2 mini-points en cas d'attente unique (attente au bord, au milieu ou sur la paire)
- On ajoute 2 mini-points en cas de pinfu ouvert (main tout chow en double attente avec une combinaison exposée, dans ce cas, pinfu ne fait pas référence au yaku pinfu mais au fait que la main n'a pas de mini-point)
- On ajoute 2 mini-points en cas de tsumo

Une victoire sur 7 paires vaut 25 mini-points par convention, sans arrondir à la dizaine supérieure.
Une main à 1 yaku 20 mini-points n'existe pas :
- Une main pinfu tout caché tiré comptera que pour 2 yakus (pinfu et tsumo) et 20 mini-points.
- Une main pinfu tout caché donné comptera que pour 1 yaku et 30 mini-points.
- Une main ouverte à un yaku (san shoku par exemple) comptera pour 1 yaku 20 mini-points de base et 2 points de pinfu ouvert soit une main à 1-30

### Comptage des points
La valeur de la main détermine les points de base. Le nombre de points dépendra alors du type de victoire (écart ou pioche) et du vent du gagnant (Est ou un autre joueur).
Pour les mains inférieures à mangan, les points de bases sont calculés de la manière suivante:
[ points de base = fu × 2(2+han) ]
Toutefois le total ne peut pas dépasser celui d'un mangan. Pour les mains supérieures, les points de base sont prédéterminés
- mangan : 2000 points
- haneman : 3000 points
- baiman : 4000 points
- sanbaiman : 6000 points
- yakuman : 8000 points

Le nombre de points de la main est ensuite calculé de la manière suivante (on arrondit le total à la centaine supérieure)
- Si Est gagne sur pioche, chaque joueur lui paiera 2*point de base
- Si Est gagne sur écart, le donneur lui paiera 6*point de base
- Si un autre joueur gagne sur pioche, Est paiera 2*point de base les autres 1*point de base
- Si un autre joueur gagne sur écart, le donneur paiera 4*point de base

Contrairement aux règles MCR, une victoire sur pioche rapportera donc à peu près le même nombre de point qu'une victoire sur écart. La différence étant uniquement due aux arrondis.

#### Table de score
Le calcul du score n'étant pas évident, les débutants utilisent généralement des tables de scores que les joueurs confirmés finissent par connaître par cœur. Le tableau ci-dessous résume les paiements à effectuer. Celui de gauche est à utiliser si le gagnant est Est, celui de droite si c'est un autre joueur. La ligne du haut est le montant total en cas de victoire sur écart. En cas de victoire sur pioche, les joueurs se partagent ce total avec un malus pour Est.
| Est                                                         | Est                                                         | Est         | Est         | Mini-points | Autre joueur    | Autre joueur     | Autre joueur                                                    | Autre joueur                                                    |
| 4 hans                                                      | 3 hans                                                      | 2 hans      | 1 han       | Mini-points | 1 han           | 2 hans           | 3 hans                                                          | 4 hans                                                          |
| ----------------------------------------------------------- | ----------------------------------------------------------- | ----------- | ----------- | ----------- | --------------- | ---------------- | --------------------------------------------------------------- | --------------------------------------------------------------- |
| N/A (2600)                                                  | N/A (1300)                                                  | N/A (700)   | N/A         | 20          | N/A             | N/A (400/700)    | N/A (700/1300)                                                  | N/A (1300/2600)                                                 |
| 9600 (3200)                                                 | 4800 (1600)                                                 | 2400 (N/A)  | N/A         | 25          | N/A             | 1600 (N/A)       | 3200 (800/1600)                                                 | 6400 (1600/3200)                                                |
| 11600 (3900) Arrondi à mangan dans la plupart des variantes | 5800 (2000)                                                 | 2900 (1000) | 1500 (500)  | 30          | 1000 (300/500)  | 2000 (500/1000)  | 3900 (1000/2000)                                                | 7700 (2000/3900) Arrondi à mangan dans la plupart des variantes |
| Mangan                                                      | 7700 (2600)                                                 | 3900 (1300) | 2000 (700)  | 40          | 1300 (400/700)  | 2600 (700/1300)  | 5200 (1300/2600)                                                | Mangan                                                          |
| Mangan                                                      | 9600 (3200)                                                 | 4800 (1600) | 2400 (800)  | 50          | 1600 (400/800)  | 3200 (800/1600)  | 6400 (1600/3200)                                                | Mangan                                                          |
| Mangan                                                      | 11600 (3900) Arrondi à mangan dans la plupart des variantes | 5800 (2000) | 2900 (1000) | 60          | 2000 (500/1000) | 3900 (1000/2000) | 7700 (2000/3900) Arrondi à mangan dans la plupart des variantes | Mangan                                                          |
| Mangan                                                      | Mangan                                                      | 6800 (2300) | 3400 (1200) | 70          | 2300 (600/1200) | 4500 (1200/2300) | Mangan                                                          | Mangan                                                          |

À la valeur de la main se rajoutent les éventuels points de compteur (300 points pour chaque) et mises de riichi. Si plusieurs joueurs gagnent sur un écart, le donneur devra payer la valeur de la main augmentée des points de compteurs pour chaque joueur. Le joueur le plus proche du donneur récupère les mises riichi.